# Kathrine Møller Kühl
Kathrine Møller Kühl (Hillerød, 5 luglio 2003) è una calciatrice danese, centrocampista della Roma e della nazionale danese.

## Carriera

### Club
Møller Kühl inizia la carriera all'Hillerød, giocando nelle sue formazioni giovanili dall'età di 5 anni e rimandando al club per i nove anni successivi.
Arrivata alla massima età per giocare nelle formazioni miste, nell'estate 2018 si trasferisce al Farum, venendo inserita in rosa con la squadra under 18 mettendosi ben presto in luce e guadagnando la fiducia da parte della società della cittadina del comune di Furesø per guadagnare un posto in prima squadra.
Dopo aver ottenuto la promozione in Elitedivisionen il club cambia denominazione in Nordsjælland, con Møller Kühl che rimane legata alla squadra e venendo aggregata alla squadra che affronta per la prima volta il livello di vertice del campionato danese femminile di categoria. Alla guida di Brian Sørensen Møller Kühl fa il suo debutto in campionato il 7 settembre 2019, scesa in campo da titolare nel pareggio esterno per 2-2 con il Thy-Thisted Q venendo schierata da allora nella rosa iniziale e contribuendo a far raggiungere alla sua squadra il terzo posto in classifica alla stagione d'esordio in Elitedivisionen. Nel luglio 2020, ancora sedicenne, è stata nominata Cup Fighter of the Year in occasione della vittoria della Coppa di Danimarca 2019-2020 da parte dell'FC Nordsjælland., venendo elogiata da diversi media al termine dell'incontro per la sua buona prestazione espressa e in quell'occasione accostata alla stella della nazionale danese Pernille Harder.
dopo aver iniziato la stagione 2022-2023 con il Nordsjælland, durante la sessione invernale di calciomercato il 7 gennaio 2023 viene annunciato il suo trasferimento all'Arsenal per la sua prima esperienza all'estero.
Nell'ottobre del 2023, viene inclusa fra le dieci finaliste del premio European Golden Girl, assegnato dal quotidiano Tuttosport alla miglior giocatrice Under-21 militante in un campionato europeo.

### Nazionale
Nel 2022 è stata convocata dalla nazionale danese per gli Europei.

### Presenze e reti nei club
Statistiche aggiornate al 17 maggio 2025.
| Stagione            | Squadra             | Campionato          | Campionato | Campionato | Coppe nazionali | Coppe nazionali | Coppe nazionali | Coppe continentali | Coppe continentali | Coppe continentali | Altre coppe | Altre coppe | Altre coppe | Totale | Totale |
| Stagione            | Squadra             | Comp                | Pres       | Reti       | Comp            | Pres            | Reti            | Comp               | Pres               | Reti               | Comp        | Pres        | Reti        | Pres   | Reti   |
| ------------------- | ------------------- | ------------------- | ---------- | ---------- | --------------- | --------------- | --------------- | ------------------ | ------------------ | ------------------ | ----------- | ----------- | ----------- | ------ | ------ |
| 2019-2020           | Nordsjælland        | ED                  | 12         | 0          | CD              | 4               | 0               | -                  | -                  | -                  | -           | -           | -           | 16     | 0      |
| 2020-2021           | Nordsjælland        | ED                  | 24         | 4          | CD              | 2               | 0               | -                  | -                  | -                  | -           | -           | -           | 26     | 4      |
| 2021-2022           | Nordsjælland        | ED                  | 23         | 1          | CD              | 4               | 0               | -                  | -                  | -                  | -           | -           | -           | 27     | 1      |
| giu.-dic. 2023      | Nordsjælland        | ED                  | 12         | 2          | CD              | 2               | 0               | -                  | -                  | -                  | -           | -           | -           | 14     | 2      |
| Totale Nordsjælland | Totale Nordsjælland | Totale Nordsjælland | 71         | 7          | -               | 12              | 0               |                    | -                  | -                  | -           | -           | -           | 83     | 7      |
| gen.-giu. 2023      | Arsenal             | WSL                 | 11         | 0          | CI              | 2               | 1               | -                  | -                  | -                  | CL          | 2           | 0           | 15     | 1      |
| giu.-dic. 2023      | Arsenal             | WSL                 | 2          | 0          | CI              | -               | -               | UWCL               | 1                  | 0                  | CL          | 3           | 0           | 6      | 0      |
| gen.-giu. 2024      | Everton             | WSL                 | 10         | 0          | CI              | 3               | 1               | -                  | -                  | -                  | CL          | -           | -           | 13     | 1      |
| giu.-dic. 2024      | Arsenal             | WSL                 | 1          | 0          | CI              | -               | -               | UWCL               | 2                  | 0                  | CL          | -           | -           | 3      | 0      |
| Totale Arsenal      | Totale Arsenal      | Totale Arsenal      | 14         | 0          | -               | 2               | 1               | -                  | 3                  | 0                  | -           | 5           | 0           | 24     | 1      |
| gen.-giu. 2025      | Roma                | A                   | 12         | 1          | CI              | 3               | 0               | UWCL               | -                  | -                  | SI          | -           | -           | 15     | 1      |
| Totale carriera     | Totale carriera     | Totale carriera     | 107        | 8          | -               | 20              | 2               | -                  | 3                  | 0                  | -           | 5           | 0           | 135    | 10     |

## Palmarès

### Club

#### Competizioni nazionali
- Coppa di Danimarca: 1

Nordsjælland: 2019-2020
- FA Women's League Cup: 1

Arsenal: 2022-2023